# Esther Horn
Esther Horn (* 1965 in Bensberg) ist eine deutsche Künstlerin.
Sie studierte an der Kunstakademie Münster von 1986 bis 1992 und unterrichtete von 2003 bis 2005 an dieser Akademie auch selbst. Von 1994 bis 1995 lebte sie als Stipendiatin des Landes NRW in der Cité Internationale des Arts in Paris und verbrachte 2010 drei Monate als Stipendiatin des Goethe-Instituts in Kuala Lumpur, Malaysia.
Esther Horns künstlerische Arbeit umfasst Malerei, Zeichnung, installative Wandmalerei und Animation. Seit 2006 betätigt sie sich auch als Kuratorin und Ausstellungsmacherin. Zusammen mit Christian Heilig gründete sie das Berliner Kunstprojekt montanaberlin, das zahlreiche Förderungen u. a. des Berliner Senats erhielt.
2011 machte sie eine Entdeckung im Frühwerk von Pablo Picasso, die auch die Entwicklung des Kubismus und Picassos Stellung in der Moderne betrifft. In einem Essay darüber zeigt Esther Horn, dass Picasso schon lange vor 1905 und dem Beginn der blauen Periode die zeitgenössische Entwicklung weit hinter sich ließ und eine neue Bildauffassung vorbereitete. Zentraler Inhalt dieser neuen Auffassung ist die Umkehr der seit der Renaissance verbindlichen Konzeption des Bildraums als Fenster. Horn weist auf, dass in Picassos Frühwerk bereits eine selbstreflexive Position angelegt ist, die weit ins 20. Jahrhundert hinaus weist und Grundlage für die kubistische Bildauffassung bildet. Sie initiierte mit dem Text die Ausstellung Picasso. Fenster zur Welt im Bucerius Kunst Forum 2016 in Hamburg, in deren Katalog zur Ausstellung er erstveröffentlicht wird.

## Ausstellungen (Auswahl)
- 1993 Impulse 18, „Farbe und…“ Galerie Löhrl, Mönchengladbach
- 1994 Spektakel 94, Museum am Ostwall, Dortmund
- 1995 In westfälischen Schlössern, Schloss Opherdicke, Unna
- 1997 Strange Mission, Stadthalle Monastir, Tunesien, Förderprogramm UNESCO/Stadt Münster
- 1999 Zeichenraum, Künstlerhaus Dortmund
- 2001 Von Fritz Winter bis Martin Kippenberger. Die Sammlung der westfälischen Provinzialversicherungen, Westfälisches Landesmuseum Münster
- 2001 Galerie für Zeitkunst Annelie Grimm-Beickert, Bamberg
- 2003 Esther Horn: Malerei, Kunstverein Unna
- 2004 Malerei 04, Zeitgenössische Positionen zur Malerei, Kunsthalle Recklinghausen
- 2005 Zwischen.Welt, Kunsthaus Erfurt
- 2006 In the Still of the Night, Kunstverein Neukölln, Berlin
- 2006 Mean Shadow of a God, Galerie De Simoni Arte Contemporanea, Genua, Italien
- 2008 Incident at a corner, Galerie Ahlers, Göttingen
- 2009 Light Strike, montanaberlin bei studio44, Stockholm, Schweden
- 2009 Mean Shadow of a God, Galerie De Simoni Arte Contemporanea, Genua, Italien
- 2010 Splendid Isolation, Galerie Ahlers, Göttingen
- 2010 Kuala Lumpur Dreaming, Annexe Gallery, Kuala Lumpur, Malaysia
- 2011 B/W Borderline, montanaberlin bei Galleria Espoonsilta, Helsinki, Finnland
- 2012 lineaRES, Symposium der Zeichnung, Gut Heinersdorf, Frankfurt/Oder
- 2013 „weit draußen und tief drinnen“ Bilder der Nacht, Kunst Galerie Fürth
- 2013 Twilight Zone – Wiederkehr der Schatten, montanaberlin im Kunstverein Tiergarten Berlin
- 2013 Falscher Hase. Zu Dürers 543. Geburtstag, zum Beispiel, Galerie Münsterland, Emsdetten
- 2014 Let’s call it nature, Galerie Ahlers, Göttingen
- 2014 What you see is what you don’t – Eine Reise, Kunstverein Würzburg
- 2014 Falscher Hase. Zu Dürers 543. Geburtstag, zum Beispiel, Galerie Münsterland, Emsdetten

## Veröffentlichungen
- Impulse 18, „Farbe und...“, Dunkle Unruhe der Stilleben, Text: Manfred Schneckenburger, Mönchengladbach, 1993
- Kunst für Westfalen, Die Kunstsammlung der Westfälischen Provinzial-Versicherungen, Text: Nicola Assmann, Münster 2000, ISBN 3-00-007112-1
- Malerei 04, zeitgenössische Positionen zur Malerei, Text: Manfred Schneckenburger, Recklinghausen, 2004, ISBN 3-929040-79-4
- Esther Horn. Farbhäute und Raumhüllen, Text: Ortrud Westheider, Münster, 2004
- Artikel von Esther Horn über Ruppe Koselleck in der Münsterschen Zeitung, 2005
- Das Unsagbare, Gastartikel von Esther Horn im Bad Blog of Musick, 2011
- Ausblick auf das Selbst: Fenster und Bildraum. Eine Entdeckung im Frühwerk von Pablo Picasso, Essay von Esther Horn im Katalog zur Ausstellung Picasso. Fenster zur Welt im Bucerius Kunstforum, München 2016, ISBN 978-3-7774-2484-2